# 野村万之丞 (6世)
六世野村 万之丞（のむら まんのじょう、1996年11月28日 - ）は、狂言方和泉流の能楽師、俳優。父は九世野村万蔵、祖父は野村萬（人間国宝、日本芸術院院長）、伯父は贈八世野村万蔵（五世野村万之丞）。本名：野村 虎之介（のむら とらのすけ）。狂言方の名跡「野村万之丞」の当世。
東京都豊島区出身。身長176cm。舞台芸術学院講師。桜美林大学非常勤講師。日本体育大学非常勤講師。
「風の会」「ふらっと狂言会」主宰。萬狂言幹事。祖父の野村萬と九世野村万蔵に師事。

## 来歴

### 人物・家族
東京都豊島区出身。九世野村万蔵（当時は野村良介）の長男として生まれる。祖父の野村萬（七世万蔵）と父の九世野村万蔵に師事。祖父は野村萬（七世野村万蔵、人間国宝、日本芸術院院長）、伯父は八世野村万蔵（五世野村万之丞、2004年没）という能楽師の家系に生まれた。弟に野村拳之介と野村眞之介が、従兄弟に野村太一郎がいる。
幼稚園から学習院で学び、学習院大学文学部日本文学科卒業。2017年1月、亡き伯父（八世万蔵を追贈）が名乗っていた野村万蔵家の名跡・野村万之丞の名跡を六世として襲名。襲名後は新しい狂言のあり方を目指した伯父・五世万之丞（八世万蔵）の名跡の後継者として『萬狂言Youtubeチャンネル』の開設など新しい狂言のあり方を模索している。

### 狂言方として
2000年、「靱猿」にて初舞台。秋篠宮御一家の御高覧を賜る。
2002年、「伊呂波」の初シテ。
以後「しびり」「重喜」「魚説法」「井杭」「二人袴」のシテを勤める。
2009年、「千歳」を披く。
2015年、「奈須与市語」を披く。
2017年、 襲名披露公演にて「三番叟」を披く。
2020年1月、祖父・野村萬の卒寿祝いの公演にて大習（一人前の狂言方になったしるし）である「釣狐」を披く。
2021年、父・九世万蔵が主宰する第1回『万蔵の会』にて『金岡』を披く。
2023年、弟の拳之介、眞之介と共に若者世代への狂言の普及を目指した『ふらっと狂言会』発足をさせた。
2024年、「釣狐」の漁師役（アド）を初演する。
2024年、萬狂言春公演にて「武悪」を初演する。
公益財団法人能楽協会会員。

## 主な活動
- 「ふらっと狂言会」：普段の生活で狂言を見ない若者世代に狂言を普及させるのを目的として始めた公演。若い世代に分かりやすく狂言を知ってもらうため、様々な工夫がなされており、狂言の舞台だけでなく出演者のト一クショーや来場者から寄せられた質問に答えるコーナーなども用意されている公演である。

## 親族

### 野村万蔵家
- 曾祖父：六世野村万蔵。
- 祖父：野村萬（七世野村万蔵） - 本名・太良（たろう）。人間国宝（重要無形文化財）保持者、文化勲章受章者。日本芸術院院長など要職を歴任した。
- 伯父：八世野村万蔵（五世野村万之丞、2004年没） - 本名・耕介（こうすけ）。1998年長野オリンピック閉会式の演出など狂言以外の様々な分野において活躍したが、2004年に44歳で死去。
- 父：九世野村万蔵（二世野村与十郎） - 本名・良介（りょうすけ）。万蔵家当主として代々の芸を守ると共に「現代狂言」など亡き兄の遺志を継いだ活動をしている。
- 長弟：野村拳之介
- 次弟：野村眞之介

### 別家
- 従兄：野村太一郎 - 伯父・五世万之丞（八世万蔵）の長男。
- 大叔父：二世野村万作
- 大叔父：野村四郎

## 出演
大河ドラマ（NHK）
- 『利家とまつ〜加賀百万石物語〜』（2002年、松千代役）
- 『西郷どん』（2018年、明治天皇役）
- 『麒麟がくる』（2020年、蔵人役）

テレビ番組
- 『徹子の部屋』（2023年6月1日、祖父・萬と父・九世万蔵と出演）。